# Reaktionsnorm
Als Reaktionsnorm bezeichnet man in der Genetik die Variationsbreite des Phänotyps, die sich aus demselben Genotyp bei unterschiedlichen Umweltfaktoren entwickeln kann. Eingeführt wurde der Begriff 1909 von Richard Woltereck; synonym wird auch von Modifikationsbreite gesprochen.
Setzt man erbgleiche Lebewesen verschieden beschaffenen Umwelten aus, so werden sie in vielen Merkmalen unterschiedliche Erscheinungsformen entwickeln. Setzt man umgekehrt genetisch unterschiedliche Lebewesen der gleichen Art der gleichen Umwelt aus, so entwickeln sie allein aufgrund der unterschiedlichen Allele verschiedene Erscheinungsformen. In realen Populationen in realen Lebensräumen herrscht deshalb eine phänotypische Variabilität, die sowohl auf die genetische Variabilität zwischen den Individuen als auch auf die Variabilität der individuell erlebten Umweltparameter zurückgeht. Die phänotypische Veränderung, die nicht durch unterschiedliche Gene, sondern durch unterschiedliche Umwelteinflüsse hervorgerufen wird, nennt man Modifikation.

## Reaktionsnorm und evolutionärer Erfolg
Da die Reaktion auf Umweltbedingungen genetisch angelegt ist, wirkt sich die Selektion auch auf die Reaktionsnorm aus. In einer Umwelt mit größerer Variabilität verspricht eine weitere Reaktionsnorm eine höhere Fitness als eine engere. Umgekehrt ist für eine Mutation mit erweiterter Reaktionsnorm in Umgebungen, deren Faktoren sich nur wenig ändern, keine erhöhte Fortpflanzungsrate zu erwarten. In einer stabilen ökologischen Nische wird daher die spezialisierte Ausgangspopulation wenig verändert. 

### Beispiel
Viele Pflanzen sind in der Lage unterschiedliche Blattformen auszubilden: härtere, kleinere Sonnenblätter und dünnere, Schattenblätter. Viele Tiere können je nach Jahreszeit Sommerfell oder Winterfell ausbilden. Damit haben sie einen evolutionären Vorteil gegenüber Pflanzen und Tieren, die ihren Phänotyp nicht so gut an die äußeren Bedingungen anpassen können.

## Ökologische Reaktionsnorm
Die Reaktionsnorm aller Individuen einer Population kann integriert werden zur Reaktionsnorm der Population in einem Ökosystem. Das bedeutet, dass an unterschiedlichen Standorten die jeweils einer bestimmten Population angehörigen Individuen unterschiedliche Eigenschaften aufweisen können, obgleich alle der gleichen Art zugehören. Unter Umständen sind die Variationen des Phänotyps von solcher Breite, dass allein nach dem Erscheinungsbild zunächst nicht die gleiche Art vermutet wird.
Die Reaktionsnorm bestimmt darüber, welche Lebensräume eine Art besiedeln kann und wie ihre ökologische Nische dort beschaffen ist.